# Miselaoma weldii
Miselaoma weldii är en snäckart som först beskrevs av Julian Edmund Tenison-Woods 1877.  Miselaoma weldii ingår i släktet Miselaoma och familjen punktsnäckor. Inga underarter finns listade i Catalogue of Life.